# Der Scheingemahl
Der Scheingemahl ist ein deutscher Fernsehfilm nach dem gleichnamigen Roman von Hedwig Courths-Mahler.

## Handlung
Der junge Baron Horst von Oldenau muss nach dem Tod seines Vaters aus finanziellen Gründen seinen Offiziersdienst quittieren und eine einträglichere Stelle annehmen, nämlich als Sekretär des reichen Geschäftsmannes Karl Hartmann. Der Baron soll dem bürgerlichen Hartmann Umgangsformen beibringen, die es ihm ermöglichen, in den besten adligen Häusern zu verkehren.
Der Vater möchte Margot mit dem Fürsten Northeim zusammenbringen. Dieser ist ebenfalls in finanziellen Schwierigkeiten und an Margot hauptsächlich wegen des Vermögens ihres Vaters interessiert. Er möchte aber nur eine Frau mit adligem Namen heiraten, und deshalb soll Margot zunächst eine Scheinehe mit Baron von Oldenau eingehen. Dieser hat sich in Margot inzwischen verliebt, und sie auch in ihn, und so willigt er ein.
Letztendlich siegt jedoch – wie bei Courths-Mahler üblich – die Liebe, und Margot und Baron von Oldenau können zusammenbleiben.

## Produktion
Der Film wurde vom Süddeutschen Rundfunk produziert und am 7. Juli
1974 zum ersten Mal ausgestrahlt. 2012 erschien er bei Pidax auf DVD.